# Cathédrale Saint-Lizier de Saint-Lizier
La cathédrale Saint-Lizier de Saint-Lizier est une cathédrale catholique romane, située à Saint-Lizier en Ariège. Elle ne doit pas être confondue avec la cathédrale Notre-Dame-de-la-Sède sise dans la même ville, et qui a également le titre de cathédrale.
La cathédrale qui date des XIe, XIVe et XVe siècles, est un monument historique français. Elle possède un superbe cloître roman, lui aussi répertorié comme monument historique. Elle est également inscrite au patrimoine mondial de l'UNESCO au titre des chemins de Saint-Jacques-de-Compostelle en France depuis 1998.

## Historique
La cathédrale qui doit son nom à Lizier de Couserans, évêque qui participa au concile d'Agde au VIe siècle, est construite au XIe siècle et consacrée en 1117 sous l'épiscopat de l'évêque Jordanes Ier (1094-1155). Sa partie la plus ancienne est le mur septentrional de la nef aux fenêtres romanes visibles depuis la galerie sud du cloître. Au XIe siècle elle est agrandie vers l'est par un transept et un chevet à trois absides. Ces travaux sont terminés lors de sa consécration. Dans le dernier quart du XIIIe siècle et au tout début du XIVe siècle, l'évêque Auger II de Montfaucon fait voûter le chœur et l'abside, élargir le transept et construire le clocher octogonal de style toulousain. Aux XIVe siècle  et XVe siècle la nef est couverte de voûtes sur croisées d'ogives. Elle reste cathédrale jusqu'en 1655.
Jusqu'au XVIIe siècle, la ville de Saint-Lizier se composait de deux villes juxtaposées ayant chacune sa cathédrale, avec un seul évêque qui était seigneur direct d'une des deux moitiés de la ville, l'autre moitié ayant pour seigneur le comte de Comminges auquel elle appartenait. En 1655, l'évêque Bernard de Marmiesse (évêque de 1654 à 1680) réunit les deux chapitres en un seul. L'église inférieure, Saint-Lizier auquel cet article est consacré, fut dès lors abandonnée comme cathédrale et l'église Notre-dame de la Sède, contigüe au palais épiscopal, resta seule en possession de ce titre. Jusqu'au Concordat de 1801 Saint-Lizier reste le siège de l'évêché du Couserans.

Photographies d'Eugène Trutat prises en 1904 conservées aux archives municipales de Toulouse
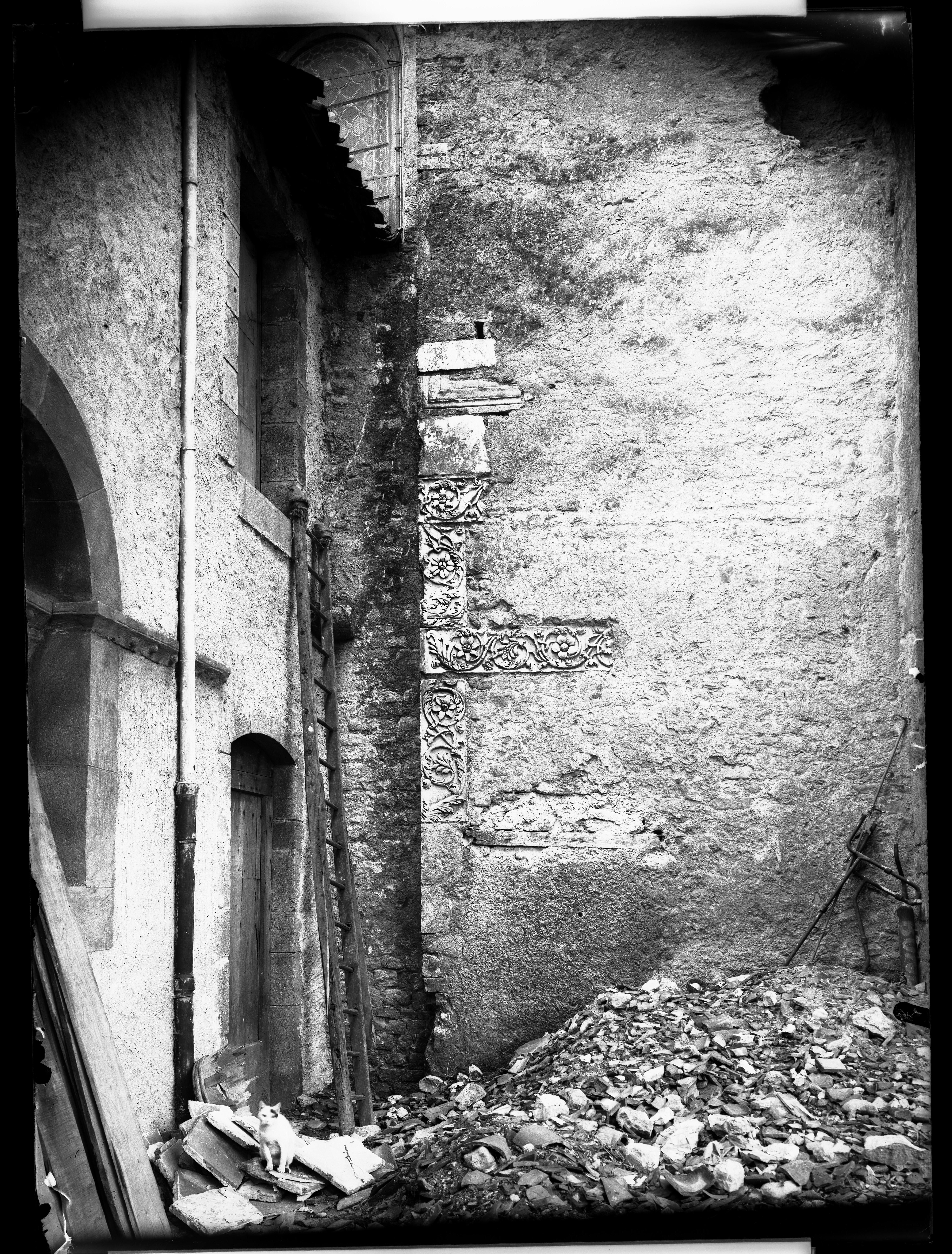
Frise romaine dans un mur (Cathédrale Notre-Dame de la Sède).
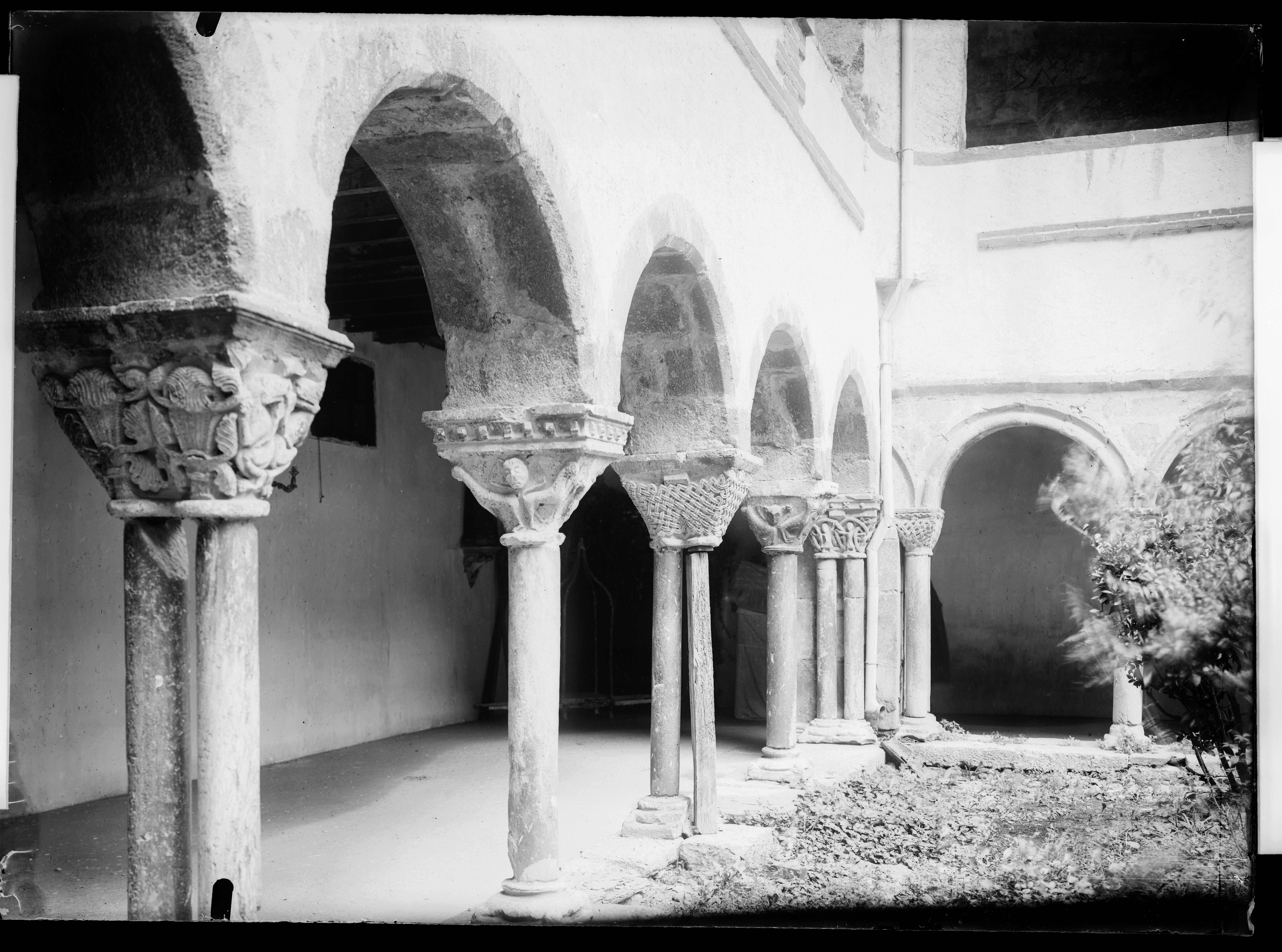
Cloître.

La cathédrale est classée au titre des monuments historiques en 1886.

## Architecture et description
La cathédrale Saint-Lizier qui possédait une salle capitulaire et un cloître est en croix latine à nef unique de trois travées couverte de voûtes sur croisées d'ogives. Le sanctuaire est formé d'une nef à trois travées, sans collatéraux ni chapelles, d'un transept et de trois absides. La nef présente une déviation de l'axe très apparente due à l'origine des absidioles. L'abside centrale, précédée d’une travée voûtée en berceau, fut construite à la fin du XIe siècle. Les deux petites absides latérales sont de profondeur et de largeur inégale, et sont construites grossièrement en murs de deux mètres d’épaisseur, laissant voir une origine largement antérieure au XIe siècle, et sans doute étranger à un sanctuaire chrétien. On a parlé de deux tours latérales d'une porte gallo-romaine, ou d'éléments d'une forteresse franque ou wisigothique, sans aucune certitude à ce propos.
L'abside centrale correspondant au chœur est voûtée en cul-de-four. Les murs sont recouverts d'un ensemble exceptionnel de fresques romanes datant du XIe siècle ; le cul de four présente un christ en majesté datant du XIIIe siècle. Extérieurement, les trois absidioles ne sont pas ornées : l'abside présente en effet trois faces planes exécutées notamment avec des pierres de grand appareil romain et des marbres antiques récupérés des murs gallo-romains de la cité.
La nef dont le début de l'édification date du XIIe siècle est construite en moellons grossiers jusqu’aux deux tiers de la hauteur. Les murs furent surélevés ultérieurement en plusieurs étapes et notamment au XIIIe et au XVe siècles. La partie supérieure des murs est percée de fenêtres gothiques. Cette partie-ci de même que les contreforts latéraux et la voûte d'ogives datent de la fin du XVe siècle. Le transept par contre a conservé sa voûte romane en berceau, tant dans le croisillon nord que dans le croisillon sud. Ce dernier a été prolongé à la fin du XIIe siècle. Du côté sud de la nef, à la dernière travée, se trouve l'accès au cloître.

### Le clocher
La croisée du transept est surmontée d'une tour octogonale à la manière des clochers toulousains. Ce clocher, dont la construction débuta au XIIe siècle ne fut terminé qu'au XIVe. Il comporte deux étages en brique dont chaque face est percée de fenêtres géminées terminées par un arc en mitre. L'absence de flèche au sommet rend sa silhouette fort lourde : comme seul couronnement, on a ajouté une dentelure crénelée.

### Le porche
Un porche a été aménagé au nord et s'ouvre sur la place. Son ouverture gothique, sans tympan, est cernée de voussures en brique, avec colonnes en marbre des Pyrénées et chapiteaux à deux rangs de feuilles. Ces derniers sont typiques du XIVe siècle.

### Le portail
Le portail du XVe siècle se compose d'un arc gothique dont les, voussures en brique reposent sur des colonnes de marbre blanc avec des chapiteaux simples. Les deux vantaux sont classés au titre objet des monuments historiques.

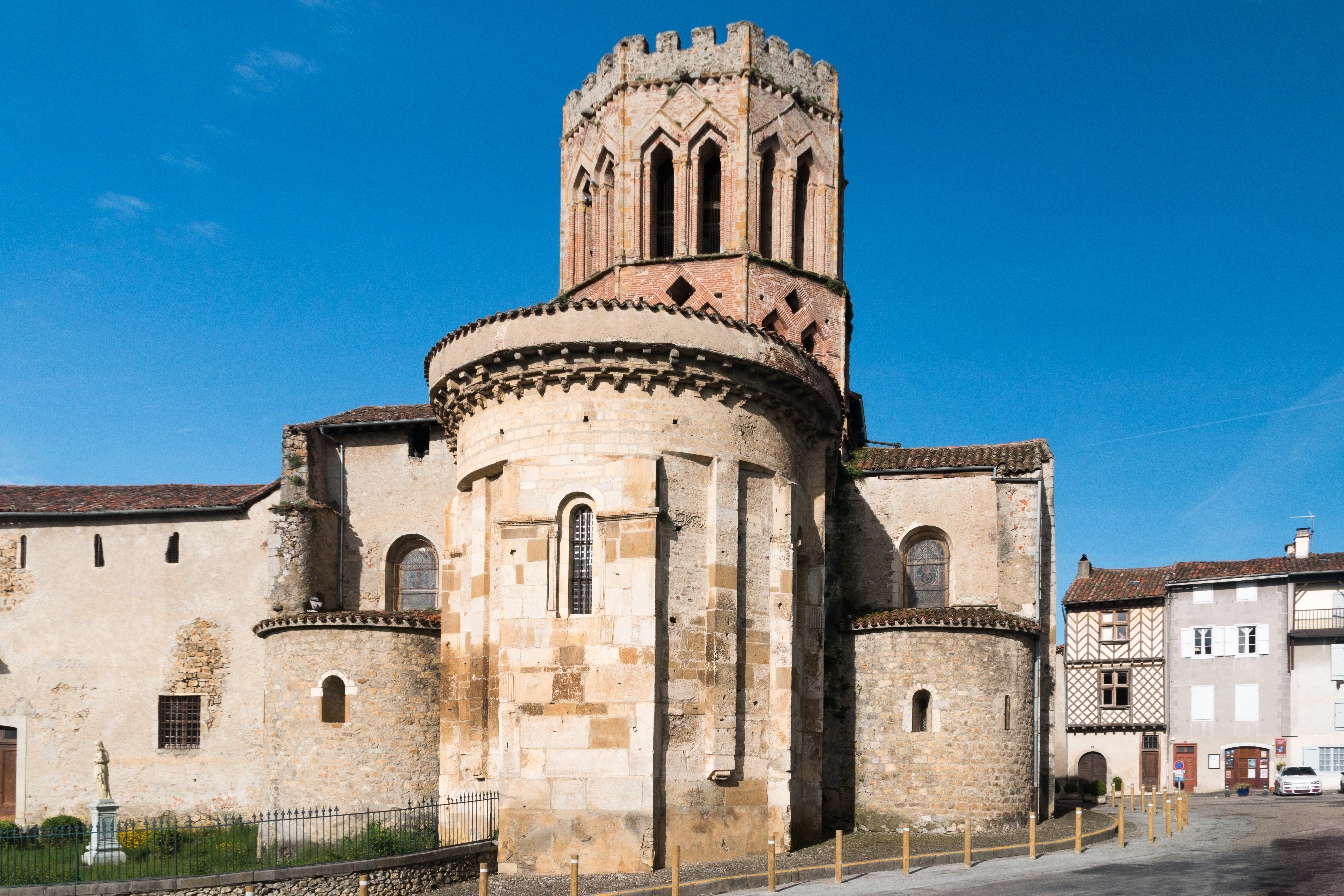
Chevet.
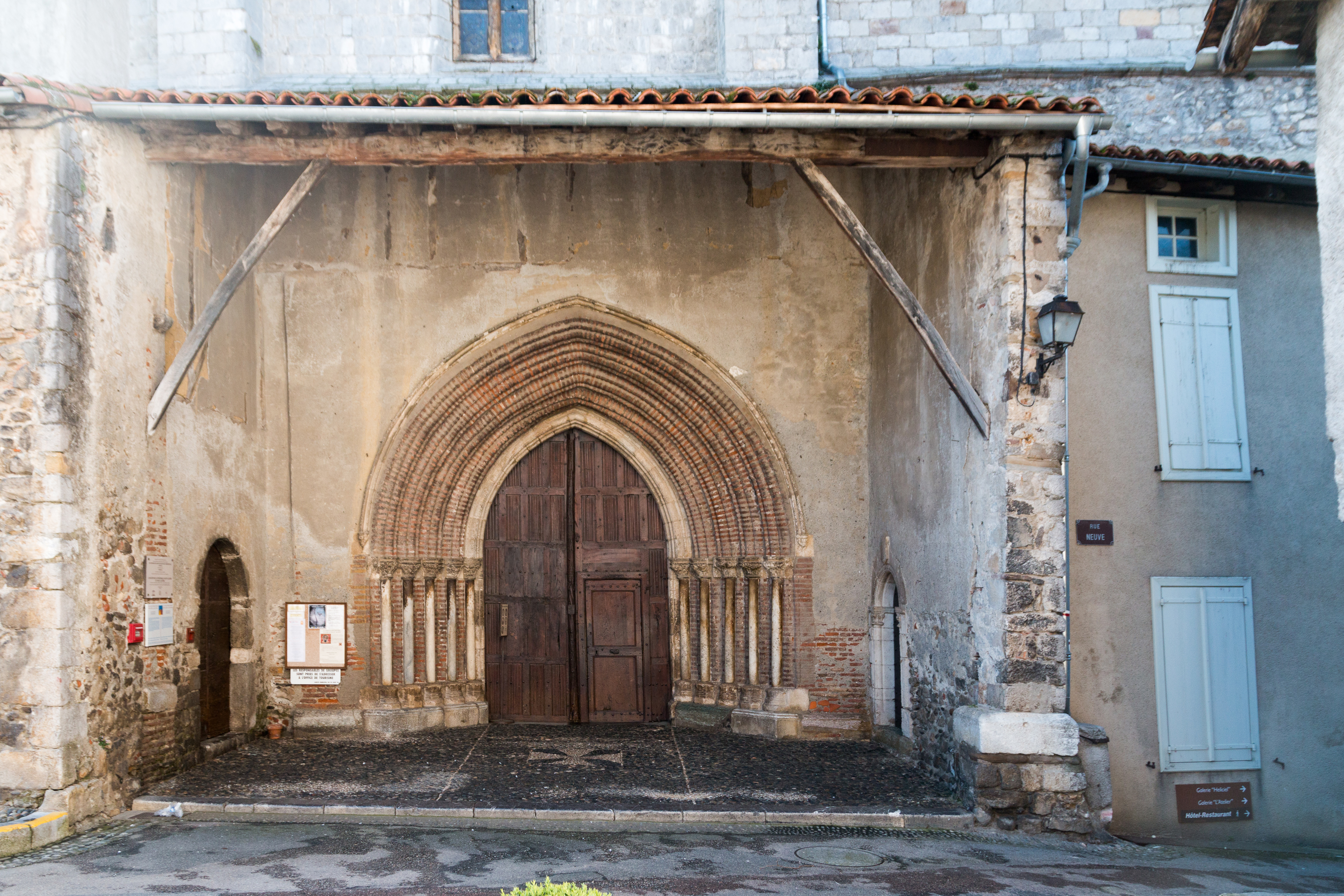
Portail gothique.
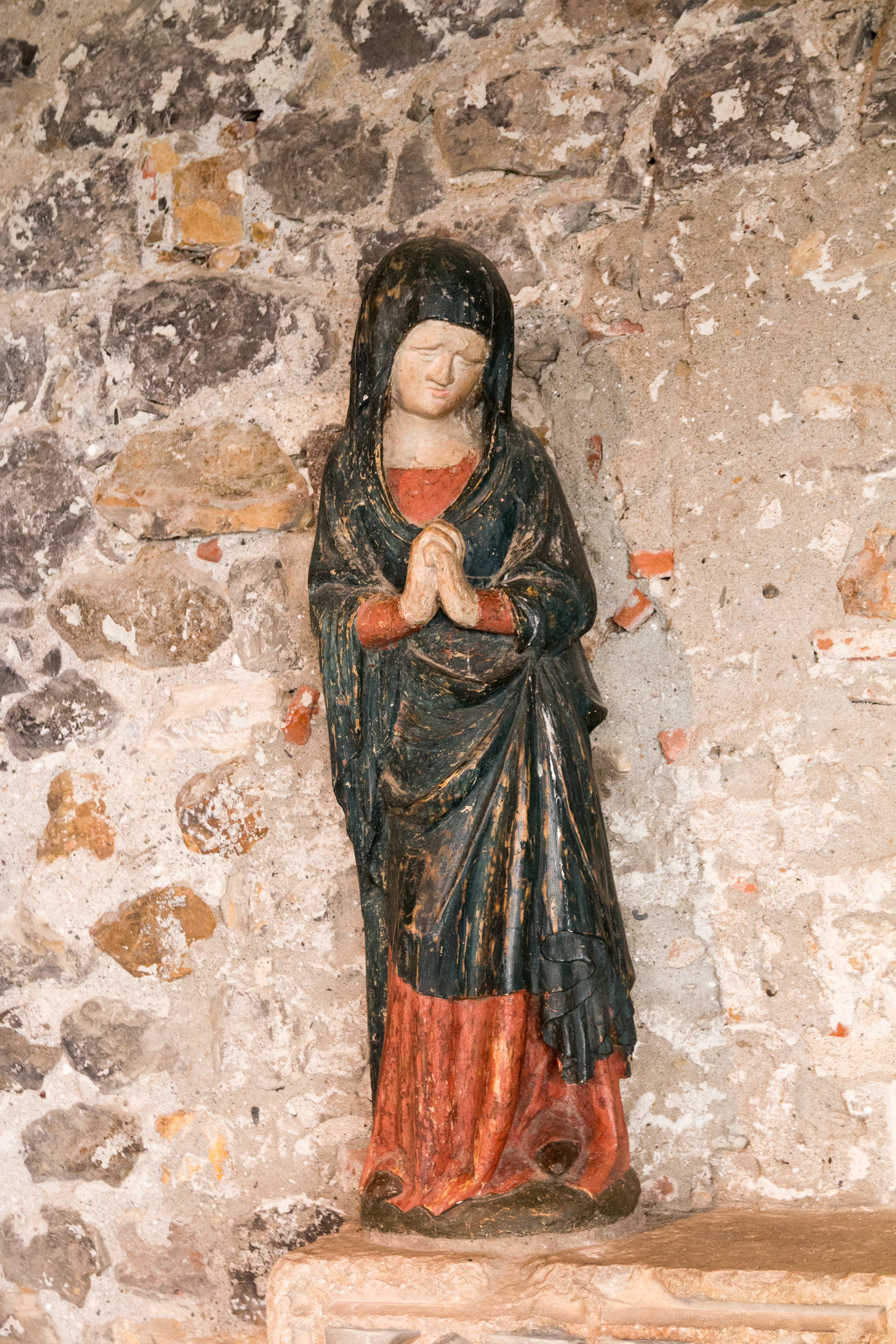
Statue de la Mater dolorosa.
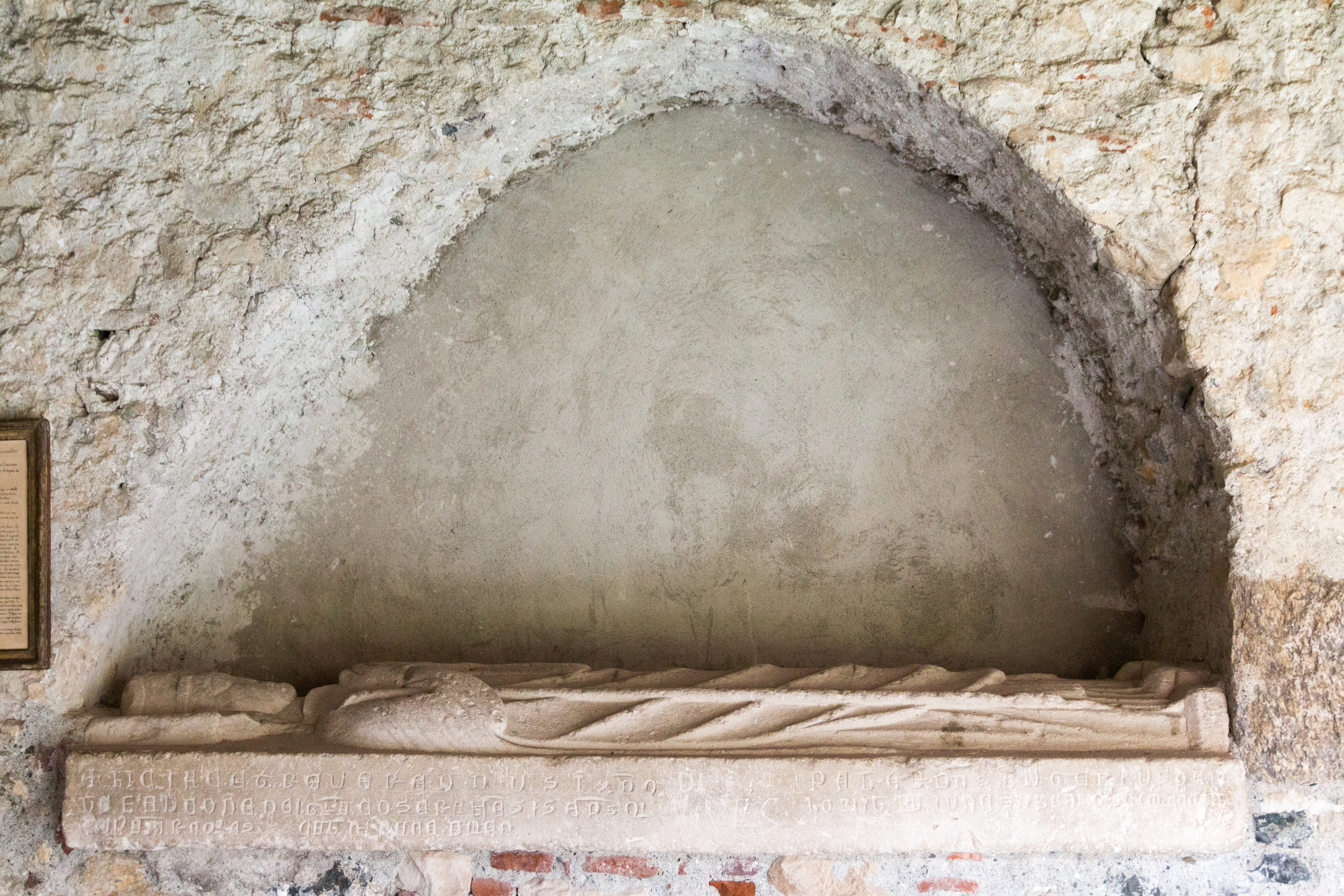
Tombeau de l'évêque Auger de Montfaucon.

### Aspects internes

#### Fresques médiévales de l'abside
Mises à jour en 1960, des fresques du XIIe siècle attribuées à l'atelier du Maître de Pedret, artiste catalan très présent dans le Pallars et le Val d'Aran, décorent l'abside. Les échanges, nombreux entre les contrées de chaque versant des Pyrénées centrales, ont sans doute été facilités notamment par l'entremise de Raimond de Durban, influent évêque de Barbastro de 1104 à 1126, natif de Durban-sur-Arize et commanditaire notamment des œuvres majeures du Maître du Taüll pour des églises romanes de la Vall de Boí dans son diocèse. Ainsi, en novembre 1117, l'évêque Jordanes Ier (ou Jourdain) consacre la cathédrale Saint-Lizier avec Raimond de Durban.

#### Chapelle Saint-Lizier
Autel et retable en marbre abritant une statue en bois doré de saint Lizier revêtu de ses ornements pontificaux, qui apparaissant à Ricosinde, roi des Goths (619-672) évita que les chrétiens ne soient persécutés.

#### Lechœur
Ses éléments les plus remarquables sont :
- la dalle funéraire de Jean-François Macheco de Frémeaux, {{s[XVIII}}. Inscription en latin : " SUB HOC SAXO JACET / JOANNIS FRANCISCI / DEMACHECO / DE PREMEAUX / EPISCOPI CONSERANEN / COR ET VISCERA VENE / PATERNA " soit en français : " Sous cette pierre reposent le cœur et les viscères de Jean-François Macheco de Frémeaux ".
- Les peintures murales de l'abside (lire ci-dessus)

#### L'orgue

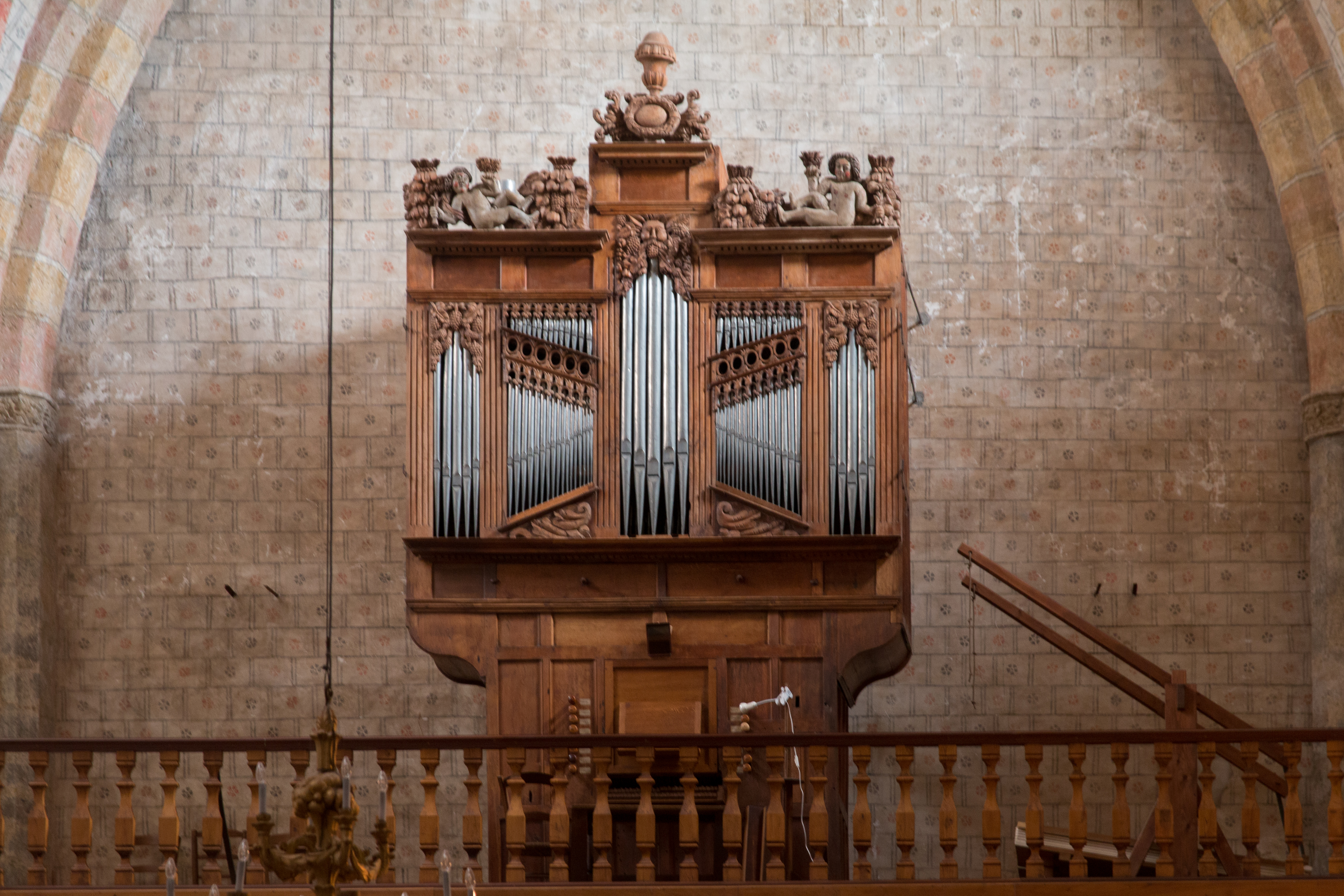
L'orgue.

L'orgue est classé au titre objet des monuments historiques depuis 1968. Construit au XVIIe siècle, à l'origine pour la cathédrale Notre-Dame de la Sède, il aurait été déplacé en ce lieu après la Révolution française. Facteur et date de construction ne sont pas connus. Modifié au cours des ans et tombé en mauvais état, il a subi un relevage en 1928 par le facteur Puget, de Toulouse et une restauration complète dans sa disposition d'origine telle qu'on a pu la reconstituer, par le facteur Alain Sals. Un concert d'inauguration fut donné par André Isoir en juin 1983. Les soufflets cunéiformes ont été restaurés en 2003. L'instrument possède 10 jeux sur deux claviers manuels et un pédalier à la française, avec tirasse permanente. La traction est mécanique. Le nombre de tuyaux reste inconnu.

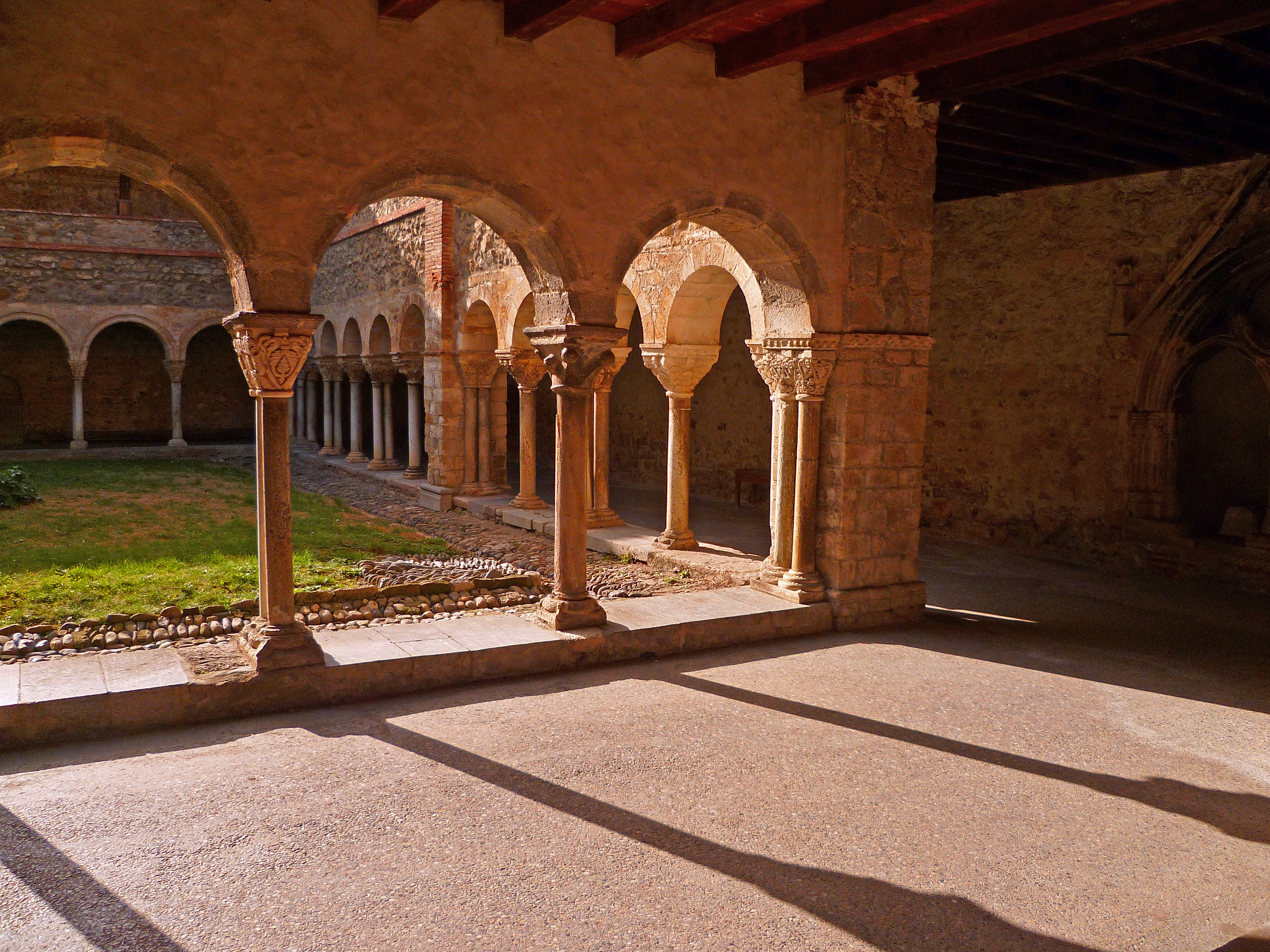
Le cloître de la cathédrale Saint-Lizier.

Composition
| Grand Orgue 48 notes |
| Bourdon 8'           |
| Prestant 4'          |
| Nasard 2' 2/3        |
| Doublette 2'         |
| Quarte 2'            |
| Tierce 1' 3/5        |
| Fourniture IV        |
| Cymbale III          |
| Trompette 8'         |

| Récit 25 notes |
| Cornet V       |

| Pédale 17 notes    |
| (Tirasse sur G.O.) |

## Mobilier
De nombreux objets sont référencés dans la base Palissy (voir les notices liées),.